# Progress M-4
Progress M-4 (ryska: Прогресс М-4) var en sovjetisk obemannad rymdfarkost som levererade förnödenheter, syre, vatten och bränsle till rymdstationen Mir. Den sköts upp med en Sojuz-U2-raket, från Kosmodromen i Bajkonur den 15 augusti 1990 och dockade med Mir den 17 augusti. Farkosten lämnade rymdstationen den 17 september 1990 och brann upp i jordens atmosfär den 20 september 1990.

### Fotnoter
1. ↑  ”NASA Space Science Data Coordinated Archive” (på engelska). NASA. https://nssdc.gsfc.nasa.gov/nmc/spacecraft/display.action?id=1990-072A. Läst 1 mars 2020.
2. ↑  Manned Astronautics - Figures & Facts Arkiverad 21 juni 2008 hämtat från the Wayback Machine., läst 15 juli 2016.